# Паласио, Мигель Хайрович
Миге́ль Ха́йрович Пала́сио (исп. Miguel Palacio; род. 17 ноября 1984, Москва) — доктор теологии (ThD), заместитель генерального директора Всероссийской государственной библиотеки иностранной литературы имени М. И. Рудомино по межрегиональному и международному сотрудничеству, руководитель Ассоциации «Святыни неразделенного христианства». 

## Биография
Родился 17 ноября 1984 года в Москве, отец — колумбиец, а мать — русская.
Образование: исторический факультет Московского педагогического государственного университета (специальность — учитель истории, 2007); Николо-Угрешская духовная семинария (специальность — «Православное богословие», 2013). В августе 2019 года на Православном богословском факультете Прешовского университета (Словакия) защитил диссертацию на соискание учёной степени доктора теологии (ThD); тема исследования — «Роль Русской Православной Церкви в развитии российско-латиноамериканских отношений (конец XIX — начало XXI вв.)».
В 2004—2005 годах — заместитель главного редактора по международным связям журнала «Развитие личности».
В 2006—2009 годах являлся сотрудником Института Латинской Америки РАН .
В 2007—2008 годах — координатор общественных связей и прессы Мирового общественного форума «Диалог цивилизаций».
В 2008—2009 годы работал в Посольстве Республики Колумбия в Москве.
В 2009—2017 годах — сотрудник Секретариата по делам дальнего зарубежья Отдела внешних церковных связей Московского Патриархата.
Участвовал в подготовке первых в истории переговоров Патриарха Московского и всея Руси Кирилла и Папы Римского Франциска (12 февраля 2016 года, Куба). В ходе встречи переводил Предстоятеля Русской Православной Церкви на испанский язык. Был задействован в организации и проведении визита Патриарха Кирилла на Кубу, в Парагвай, Бразилию, Чили и Антарктиду (февраль 2016 года).
С октября 2009 года до октября 2018 года преподавал курсы «История и теория дипломатии», «Международные отношения», «Испанский язык» в Общецерковной аспирантуре и докторантуре имени святых равноапостольных Кирилла и Мефодия.
В 2015—2016 годах — руководитель Учебно-методического управления Общецерковной аспирантуры и докторантуры имени святых равноапостольных Кирилла и Мефодия.
С октября 2016 года до декабря 2018 года — руководитель Управления по общественным связям и протоколу Общецерковной аспирантуры и докторантуры имени святых равноапостольных Кирилла и Мефодия.
С июня 2017 года — советник генерального директора Всероссийской государственной библиотеки иностранной литературы имени М. И. Рудомино по международным гуманитарным проектам.
С августа 2017 года по январь 2019 года — консультант Отдела внешних церковных связей Московского Патриархата.
С июля 2018 года — руководитель Ассоциации специалистов в области культурных маршрутов «Святыни неразделенного христианства» (учредители — Всероссийская государственная библиотека иностранной литературы имени М. И. Рудомино и Межрегиональный союз туроператоров).
С сентября 2018 года по февраль 2023 года — советник при ректорате Московского педагогического государственного университета, старший преподаватель, а с ноября 2019 года — доцент кафедры теологи МПГУ.
С января 2019 года по сентябрь 2020 года — руководитель Управления проектов Патриаршего совета по культуре.
С октября 2020 года — заместитель генерального директора Всероссийской государственной библиотеки иностранной литературы имени М.И. Рудомино по межрегиональному и международному сотрудничеству. 
Имеет государственные, церковные и общественные награды.

## Общественная и исследовательская деятельность
Автор идеи и один из создателей международного маршрута «Святыни неразделённого христианства», который включает наиболее значимые храмы, монастыри и культурные памятники России и других государств Европы, связанные с общехристианскими святыми и межхристианским диалогом.  
Разработчик ряда культурно-познавательных туристических маршрутов. В презентации маршрута «По стопам Франсиско де Миранды» (21 мая 2017 года) приняли участие 5 послов латиноамериканских государств.
Организовывал и проводил для государственных лидеров и послов стран Европы и Латинской Америки в России экскурсии по святым местам Русской Православной Церкви.
Принимает участие и выступает модератором научно-практических и общественных конференций в разных городах России и других странах мира. 
Организовывает, участвует и выступает ведущим литературно-музыкальных вечеров. Читает открытые лекции в российских и зарубежных вузах и библиотеках.
Занимается исследованием жизни и творчества колумбийского писателя Габриэля Гарсиа Маркеса, испанского поэта Федерико Гарсиа Лорки и русского поэта М. Ю. Лермонтова.

## Публицистика, радио, телевидение
Сотрудничал с рядом российских периодических изданий, как светских (журналы «Итоги» и «Экспресс», газета «Версия»), так и церковных: Pravoslavie.ru, Православие и мир, Татьянин день. Автор ведущего периодического издания Католической Церкви в Испании «Alfa y Omega».
Брал интервью у ряда политиков, дипломатов, деятелей культуры (в их числе — Габриэль Гарсиа Маркес, Президент Колумбии Хуан Мануэль Сантос, Вице-президент Колумбии Франсиско Сантос Кальдерон).
Автор книг «Колумбия — неизведанная сокровищница» (М., 2006), «San Tíjon de Moscú y los nuevos mártires de la Iglesia ortodoxa rusa» («Святитель Тихон Московский и новомученики Русской Православной Церкви»; Мадрид, 2022), а также более 70-ти научных, научно-популярных и публицистических статей и очерков в российских и зарубежных СМИ.
В 2015 году радиостанция «Орфей» выпустила на компакт-диске программу оперной певицы Любови Казарновской «Вокалиссимо», в которой Мигель Паласио рассказывает о Федерико Гарсиа Лорке.
В качестве эксперта комментировал на испанском языке для канала «Russia Today» Рождественские и Пасхальные богослужения, совершаемые Патриархом Кириллом в Храме Христа Спасителя.

## Переводчик
Выступал переводчиком (с русского на испанский и с испанского на русский) Патриарха Московского и всея Руси Кирилла и председателя Отдела внешних церковных связей Московского Патриархата митрополита Волоколамского Илариона на встречах с первыми лицами и членами правительств иностранных государств, послами, церковными иерархами (в их числе — лидер Кубинской революции Фидель Кастро, Председатель Государственного совета и Совета министров Кубы Рауль Кастро, Президент Эквадора Рафаэль Корреа, Президент Гватемалы Альваро Колом, президенты Парагвая Фернандо Луго и Орасио Картес).
Редактировал перевод на испанский язык и подготовил комментарии к книге митрополита Тихона (Шевкунова) «Несвятые святые» (2014).
Перевёл на испанский язык и подготовил примечания к книге «Протоиерей Александр Мень — путь человеческий» (2015).

## Театральные проекты
Автор сценария литературно-музыкального спектакля о Поэте, Испании и России «Я — Федерико Гарсиа Лорка». Премьера состоялась 29 сентября 2019 года в Государственной академической капелле Санкт-Петербурга. В главной роли Рассказчика выступил автор. Спектакль также ставился во Всероссийской государственной библиотеке иностранной литературы имени М. И. Рудомино, Псковском академическом театре драмы имени А. С. Пушкина, Владимиро-Суздальском музее-заповеднике, Московском педагогическом государственном университете, Всероссийском историко-этнографическом музее, Ярославском музыкальном училище имени Л. В. Собинова, Театре юного зрителя имени А. А. Брянцева, Рязанской областной универсальной научной библиотеке имени Горького.  